# Yirjva
Yirjva (en georgiano: ჯირხვა; en abjasio: Џьырхәа) es un pueblo que pertenece a la parcialmente reconocida República de Abjasia, parte del distrito de Gudauta, aunque de iure pertenece al municipio de Gudauta de la República Autónoma de Abjasia de Georgia.

## Toponimia
En el pasado tuvo como nombre Judara (en georgiano: ხუდარა).

## Geografía
Yirjva se encuentra situado a 13 km al noroeste de Gudauta. Limita con el pueblo de Jopi y los Montes de Bzipi en el norte, Otjara en el oeste; Duripshi por el este y hacia el sur está Zvandripshi.

## Historia
En diciembre de 1917 comenzó en el pueblo de Yirjva la formación de los primeros destacamentos bolcheviques armados de campesinos en Abjasia, bajo el liderazgo de Néstor Lakoba.
Durante el gobierno de Stalin hubo una migración de georgianos a Yirjva (donde hasta entonces solo vivían los abjasios), al igual que en los pueblos de los alrededores cerca del río Bzipi. La mayoría de estos inmigrantes georgianos vivían en la aldea de Sinirjva.
Sin embargo, tras el estallido de la guerra en Abjasia (1992-1993), los georgianos abandonaron el pueblo.

## Demografía
La evolución demográfica de Yirjva entre 1886 y 2011 fue la siguiente:
| 1289                                                | 2017 | 2075 | 2007 | 1556 |
| (Fuente: Population of Abkhazia since Soviet times) |      |      |      |      |

La población ha sufrido un descenso de la población desde los años 60, incrementado por la guerra. Actualmente, y en el pasado también, la inmensa mayoría de la población son abjasios.
|              | 2011      | 2011       |
| Grupo étnico | Población | Porcentaje |
| ------------ | --------- | ---------- |
| Total        | 1556      | 100%       |
| Georgianos   | 3         | 0,2%       |
| Abjasios     | 1528      | 98,2%      |
| Rusos        | 7         | 0,4%       |
| Armenios     | 3         | 0,2%       |
| Griegos      | 10        | 0,6%       |

## Infraestructura

### Transporte
La carretera que conecta Rusia con Sujumi cruza el pueblo.

## Personas ilustres
- Shamil Palba (1914-1972): piloto soviético abjasio que participó en la Segunda Guerra Mundial.
- Vladímir Jarazia (1916-1942): comandante soviético abjasio que fue galardonado con el título de Héroe de la Unión Soviética.